# Salih Malkoçoğlu
Salih Malkoçoğlu (* 23. Februar 2005 in Trabzon) ist ein türkischer Fußballspieler, der beim heimischen Erstligisten Trabzonspor unter Vertrag steht.

## Karriere

### Verein
Malkoçoğlu stammt aus der Jugend des türkischen Erstligisten Trabzonspor und gab dort am 6. Juni 2023 als 17-jähriger sein Debüt in der Süper Lig beim Auswärtsspiel gegen Istanbul Başakşehir FK (1:3), als er in der 86. Minute für Eren Elmalı eingewechselt wurde. Im April 2024 stand er als Kapitän mit den A-Junioren des Vereins im Finale der UEFA Youth League, wo man dem FC Barcelona mit 1:4 unterlag.

### Nationalmannschaft
Seit 2019 ist Malkoçoğlu für diverse türkischen Jugendnationalmannschaften aktiv und bestritt bisher neun Partien. Zuletzt spielte er im Herbst 2024 für die U-20-Auswahl in der Elite League gegen Tschechien (0:0).

## Erfolge
- Türkischer U-19-Meister: 2024